# Ina von Elben
Ina von Elben, geboren als Irmgard Nebel (geb. 1914 in Wien; gest. 1980) war eine Filmschauspielerin.

## Leben
Im Alter von etwa 15 Jahren spielte sie in ihrem ersten Film, dem Stummfilm-Melodram Zwischen vierzehn und siebzehn von E. W. Emo, die Hauptrolle der Ina.
Anfang der 1930er Jahre folgten Nebenrollen in weiteren Filmen, darunter Ein blonder Traum von Paul Martin. Für das Jahr 1930 ist eine Revue-Tätigkeit in Wien dokumentiert.

## Filmografie
- 1929: Zwischen vierzehn und siebzehn
- 1932: Zwei Herzen und ein Schlag
- 1932: Die Wasserteufel von Hieflau
- 1932: Der Frauendiplomat
- 1932: Ein blonder Traum